# DEFENDER Europe

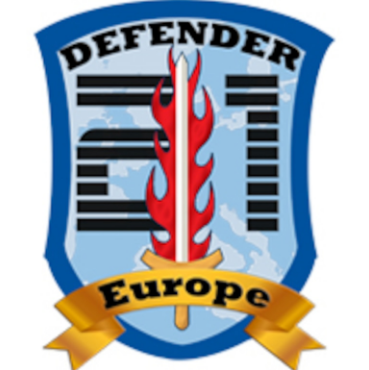
Логотип навчань DEFENDER Europe

DEFENDER Europe (ЗАХИСНИК Європа) — щорічні багатонаціональні спільні навчання країн НАТО, що проводяться під керівництвом УНР. Згідно з інформацією на офіційному сайті сухопутних військ США в Європі, стратегічні маневри «направлені на формування стратегічної і оперативної готовності та взаємодії між США, союзниками і партнерами» НАТО.

## Склад сил і організаційне забезпечення
ССН відбудеться в два етапи на території Албанії, Хорватії, Північної Македонії та Чорногорії. Перекид американських військ планується здійснювати повітряним та морським шляхом через Грецію, 900-кілометровий шлях проходить у високогірних районах, з адріатичного (порт Дуррес) до чорноморського узбережжя (Бургас), через територію напіввизнаного Косова та буде непростим завданням для американських військових. Цей маршрут є зручним для здійснення стратегічних перекидів в чорноморський регіон поза режимом турецьких проток (Конвенція Монтре). Ряд заходів заплановані на американській базі Кемп-Бондстіл у Косово, а також на полігонах Слунь в Хорватії, Криволак в Північній Македонії, Манджача в Боснії і Герцеговині та полігоні Синяєвина у Чорногорії .
Основні заходи в ході маневрів планується проводити на полігонах Слунь в Хорватії, Криволак в Північній Македонії та Маньяка в БіГ. Разом з військами союзників по НАТО на півдні Європи в навчаннях візьмуть участь 82-а повітряно-десантна дивізія США, перекидання якої з американської бази Форт-Брегг буде здійснюватися військово-транспортною авіацією. Також на Балкани буде перекинута 173-а повітряно-десантна бригада США, яка дислокована в Італії та 53-а піхотна бригада Національної гвардії США зі штату Флорида.

## Загальна інформація
Swift Response (початок — середина травня) — відпрацювання повітряно-десантних операцій в Естонії, Болгарії і Румунії за участю понад 7000 військовослужбовців з 11 країн.
Immediate Response (середина травня — початок червня) — понад 5000 військовослужбовців з 8 країн будуть розосереджені на 31 полігоні в 12 різних країнах для проведення бойових стрільб. Також буде проведена спільна берегова логістична операція.
Sabre Guardian (середина травня — початок червня) — більш 13000 військовослужбовців з 19 країн будуть вести бойову стрільбу, операції з протиповітряної і протиракетної оборони, а також великомасштабну медичну евакуацію.
Командно-штабні навчання (червень) — близько 2000 чоловік перевірятимуть здатність штабу управляти багатонаціональними сухопутними військами в спільній і комбінованої навчальному середовищі, підтримуючи реальні операції в 104 країнах на двох континентах.

## Основна пересторога
Сили реагування НАТО були створені на листопадовому саміті НАТО 2002 у Празі на заміну Союзного Командування Європи Мобільними Силами. Протягом 2015—2020 рр. основна увага Брюсселя і Вашингтона була спрямована на Балтійський напрям. Саме там було визначено головну «ахілесову п'яту» в системі оборони НАТО — т. зв. «Сувальський коридор» — 100-кілометрову ділянку польсько-литовського кордону між Білоруссю та російськім анклавом в Калінінграді, який активно мілітаризується. В регіоні розгорталася відповідна військова інфраструктура та відпрацьовувалися питання взаємодії союзних військ. Зокрема, за рішенням Ради НАТО з 2016 року у трьох країнах Балтії та Польщі розгорнуті передові багатонаціональні контингенти союзних військ рівня «батальйон» (програма enhanced Forward Presence Battle Groups, eFP). З 2019 року створено два штаби багатонаціональних сил дивізійного рівня, які в загрозливий період повинні перебирати на себе командування всіма силами союзників в регіоні для створення ефективної оборони. Штаб багатонаціонального корпусу Північний схід розташований у м. Щецин (Польща). Штаб багатонаціональної дивізії Південний схід (Оперативна група Схід), розташований у м. Бухарест (Румунія).
15 серпня 2020 США уклали розширену Угоду про посилену оборонну співпрацю (Enhanced Defense Cooperation Agreement, EDCA), що передбачає можливість подальшого збільшення присутності Збройних сил США у Польщі та організації армією США більших військових навчань, ніж раніше. Завдяки військовій інфраструктурі, яку підготує Польща, в разі можливої загрози можна буде негайно розгорнути додаткові сили, забезпечивши загальну присутність до 20 тис. американських солдатів.
Під нові виклики підлаштовувалася і логістична структура НАТО в Європі. У листопаді 2020 році було оголошено, що армія AFRICOM об'єднається з армією EUCOM, щоб сформувати нове командування армії США Європою та Африкою (USAREUR-AF). Структура армії США в Європі та Африці сильно змінилася. У лютому 2020 департамент Сухопутних військ оголосив про відновлення діяльності V корпусу з передовим штабом в Європі. Як тільки V корпус буде повністю готовий до виконання місії, він зосередиться на Європі й візьме на себе оперативні й тактичні функції армії США в Європі та Африці. У лютому 2021 були оставлені на паузу плани з виводу 12 тисяч військових армії США з Німеччини вирішено зупинити.
Фактично відбулося певне повернення до реалій часів «холодної війни», коли транспортна інфраструктура Західної Європи була пристосована під прийняття великих мас американських військ і техніки. Квінтесенцією цих зусиль мали стати найбільші за останні 25 років навчання «Defender Europe 2020», в рамках яких, зокрема, планувалося відпрацювати перекид на європейський ТВД десятків тисяч військ з континентальної частини США разом з технікою, з їх подальшим переміщенням в район «Сувальського коридору». Свої корективи вніс коронавірус, масштаб навчань довелося значно скоротити, але все одно вперше було відпрацьовано цілий ряд питань бойової підготовки. Це і відпрацювання форсування водної перешкоди великими підрозділами рівня батальйон-бригада на території Польщі, і наведення з території Естонії американських стратегічних бомбардувальників В-52 по цілях на російській території, та ряд інших заходів.
Певні заходи проводилися й у Чорноморському регіоні: посилювалися спроможності своїх країн-членів в регіоні, в першу чергу Румунії та Болгарії, зокрема ПВО та Іджис ПРО (Система протиракетної оборони НАТО). З 1997 проводяться морські навчання Сі бриз, регулярними також є навчання Морський щит (SeaShield), починаючи з 2006 щорічно проводяться одні з наймасштабніших військових навчань Rapid Trident. Практично постійною стала присутність кораблів НАТО в Чорному морі на ротаційній основі. У 2018 році кораблі НАТО провели в Чорному морі 80 днів у 2017-му, 120 днів 2018, після інциденту у Керченській протоці 100 днів у 2019 На початку 2021 відбувся перший випадок, коли ВМС США відправили декілька кораблів у Чорне море (есмінець з керованими ракетами класу «Арлі Берк» USS Porter, USS Donald Cook, танкер USNS Laramie [Архівовано 1 листопада 2020 у Wayback Machine.]. Раніше регіон відвідували флагман 6-го флоту США USS Mount Whitney, USS Ross, канадський фрегат  HMCS Fredericton, італійський  Virginio Fasan F591, турецький  TCG Salihreis F246, есмінець Thomas Hudner). Згідно конвенції Монтро, час знахождення кораблів нечорноморских країн в акваторії Чорного моря обмежено 21 добою.
Також віднедавна було активізовано польоти розвідувальної авіації, зокрема безпілотних Sentinel R.1 та RC-135W, у 2020 році відбулися демонстраційні прольоти над Чорним морем стратегічної бомбардувальної авіації ВПС США. 12 березня 2021 стратегічний бомбардувальник Військово-повітряних сил США B-1B Lancer вперше здійснив посадку на 33-й польській авіабазі, у 22-гу річницю вступу країни до НАТО. Це було перше в історії приземлення цього літака на польській землі. Політ включав перше в Європі швидке дозаправлення літака-бомбардувальника при увімкнених двигунах та перебуванні екіпажу в кабіні. Також B-1В дозаправився в повітрі за допомогою британського літака-заправника Stratotanker KC-135. Подібний спосіб дозаправки підвищує здатність бомбардувальників швидко розгортатись та експлуатувати їх з віддалених місць.
Втім в реалізації Альянмом планів посилення військових спроможностей на Південному фланзі існує ряд потенційних негативних моментів. По-перше, незрозумілість політики нового чорногорського уряду, який багато хто вважає про-сербським, а отже і антизахідним. Нова урядова коаліція, яка знаходиться в протистоянні з діючим президентом країни Міло Джукановичем хоч і заявляє про незмінність державного курсу, але не схоже що її дії будуть сприяти посиленню позицій країни в Альянсі. На початку 2021 року уряд Здравко Кривокапича намагався відправити у відставку командування національних збройних сил: начальника Генерального штабу генерал-майора Драгутіна Дакіча та командувача армії генерал-майора Райко Пешича. Також продовжується скандал навколо єдиного в країні військового полігону Синяєвина, де регулярно блокується проведення бойової підготовки та стрільб чорногорськими військовими через претензії екологічного характеру.
По-друге, з 1 липня 2021 року чергове головування в Раді ЄС перейме Словенія. У грудні 2020 прем'єр-міністр Янез Янша, як це заведено в ЄС, окреслив пріоритети головування на цей період. Головною темою він визначив Балкани. Янша має непогану мережу прихильних контактів у регіоні та у Брюсселі, проте оглядачі вважають малоймовірним те, що словенському прем'єрові вдасться реалізувати перегляд кордонів на Балканах (т. зв. неофіційний план Янши).
Іншим проблемним моментом може стати позиція Сербії, єдиної країни в регіоні, яка офіційно не бере участь у навчаннях «Defender Europe 2021». Не можна виключати, що сербські військові візьмуть участь в навчаннях «Захід-2021»

## Defender Europe 21
У військових навчання НАТО Defender Europe 2021 року беруть участь понад 30 тисяч військовослужбовців із 27 країн. Навчання проводяться на 30 полігонах, розташованих у понад десяти країнах.
Під час Defender Europe 21 відпрацьовуються дії засобів протиповітряної і протиракетної оборони, засоби бригад підтримки сил безпеки США та (відновленого) 5-го армійського корпусу. Маневри пройдуть за основними наземними і морськими маршрутами, що поєднують Європу, Азію та Африку.
У рамках навчань Swift Response на території Естонії проведено тренування спецпризначенців 82-ї повітряно-десантної дивізії армії США та 16-ї десантно-штурмової бригади армії Великої Британії — в ніч на 8 травня в умовах, наближених до реальної бойової обстановка, десантували понад 800 військовослужбовців, обладнання та техніку.